# Għajnsielem
Għajnsielem est une municipalité et une ville portuaire de Malte, située dans le sud-est de l'île de Gozo. Le village de Mgarr et les îles de Comino et de Cominotto sont administrativement rattachées à Għajnsielem.
Une crèche vivante est une (récente[Quand ?]) attraction populaire de la deuxième quinzaine de décembre.

### Transport

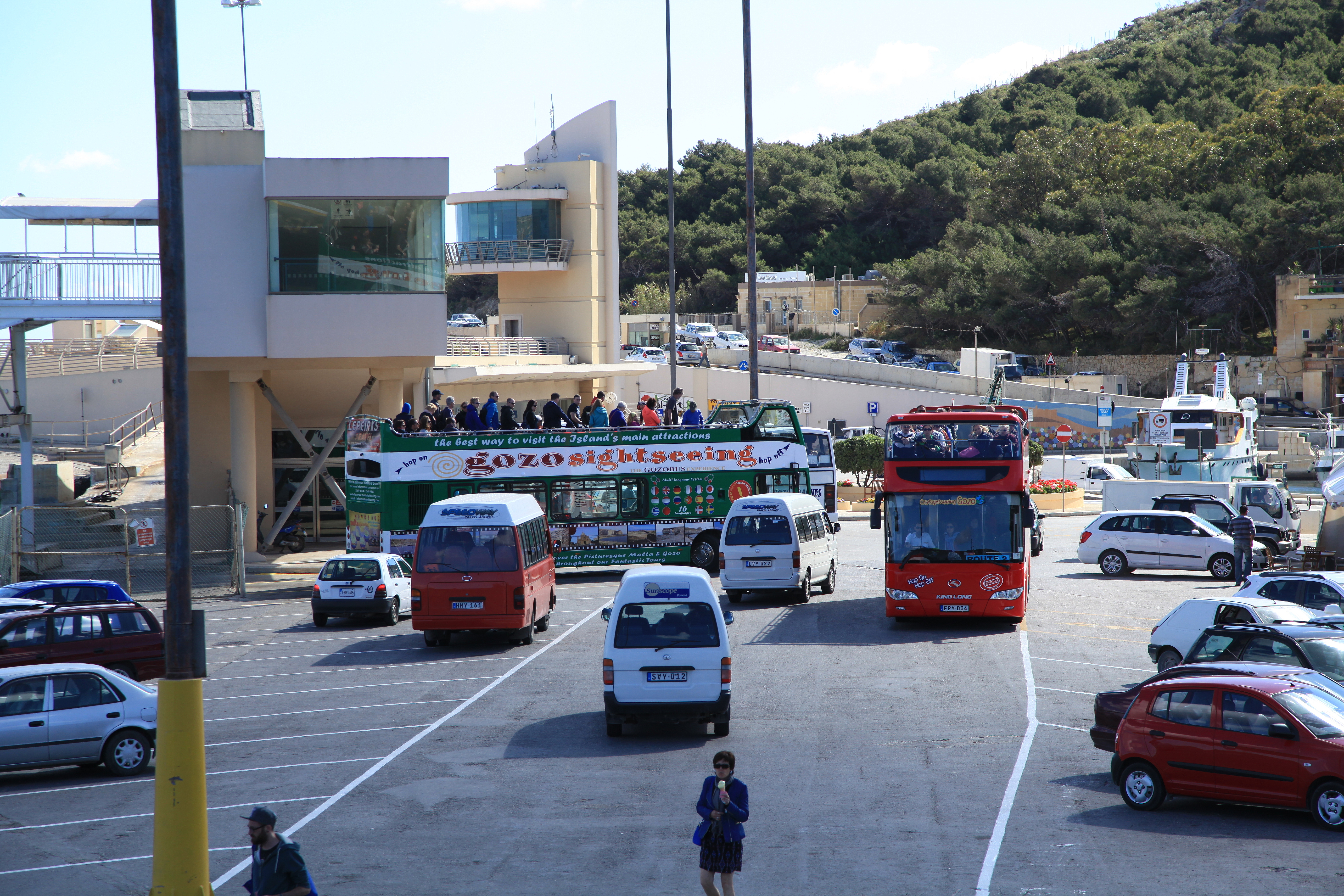
Port du Ferry Gozo Channel

## Patrimoine et culture

### Personnes notables
- Don Francisco Saverio Cassar (1746-1805) : archiprêtre de Gozo, né à Għajnsielem le 29 décembre 1746. Chef de l'insurrection gozitaine contre l'occupant français en 1798. Il a dirigé l'état indépendant de Gozo de 1798 à 1801 jusqu'à son éviction par les nouvelles autorités britanniques.

## Jumelages
Le conseil de locale de Għajnsielem est jumelée avec les villes de :
- Bethléem (Palestine)

- Tolfa (Italie)

- Portet-sur-Garonne (France)